# Retno Marsudi
Retno Marsudi (Retno Lestari Priansari; Semarang, 27 novembre 1962) è una diplomatica e politica indonesiana che dal 2014 ricopre il ruolo di Ministro degli Affari Esteri nel gabinetto di Joko Widodo. È la prima donna ministro nominata a tale incarico. In precedenza è stata ambasciatrice indonesiana nei Paesi Bassi dal 2012 al 2014 e ambasciatrice in Islanda e Norvegia dal 2005 al 2008..

## Biografia
Marsudi è nata il 27 novembre 1962 a Semarang, Giava Centrale, figlia primogenita dei cinque figli di Moch Sidik (1934-2016), insegnante di scuola superiore e soldato veterano, e Retno Werdiningsih (nato nel 1940), impiegato di scuola superiore. Si è laureata allo SMAN 3 Semarang e ha continuato i suoi studi in Relazioni Internazionali, laureandosi all'Università Gadjah Mada nel 1985. Ha poi conseguito un Master in Diritto e Politica Internazionale Europea presso l'Università di Scienze Applicate dell'Aja e ha seguito il programma di formazione del Ministero degli Esteri presso l'Istituto olandese di Relazioni Internazionali Clingendael.

## Servizio diplomatico

### Europa
Marsudi è entrata a far parte del Ministero degli Affari Esteri dopo l'università. Tra il 1997 e il 2001, Marsudi è stata Primo Segretario per gli Affari Economici presso l'Ambasciata indonesiana a L'Aia, nei Paesi Bassi. Nel 2001 è stata nominata Direttore degli Affari Europa e America. Marsudi è stata promossa a Direttore degli Affari dell'Europa Occidentale nel 2003.

### Norvegia e Islanda
Nel 2005, Marsudi è stata nominata ambasciatrice indonesiana in Norvegia e Islanda. 
 Durante il suo mandato, è stata insignita dell'Ordine Reale Norvegese al Merito nel dicembre 2011, la prima indonesiana a ricevere il riconoscimento.  Ha anche intrapreso per un breve periodo gli studi sui diritti umani presso l'Università di Oslo. Marsudi tornò a Giacarta e fu nominata Direttore Generale per gli Affari Europei e Americani.

### Paesi Bassi
Marsudi è stata nominata ambasciatrice indonesiana nei Paesi Bassi nel 2011 dal presidente Susilo Bambang Yudhoyono. Ha inoltre condotto vari negoziati multilaterali e consultazioni bilaterali con l'UE, l'ASEM e il FEALAC.

## Ministro degli Affari Esteri
Il 27 ottobre 2014 Marsudi è stata nominata ministro degli Affari esteri dal presidente Joko Widodo nel suo governo. Nell'ottobre 2019 è stata riconfermata per un secondo mandato come ministro degli Affari esteri dal presidente Joko Widodo nel gabinetto Onward.

### Covid-19

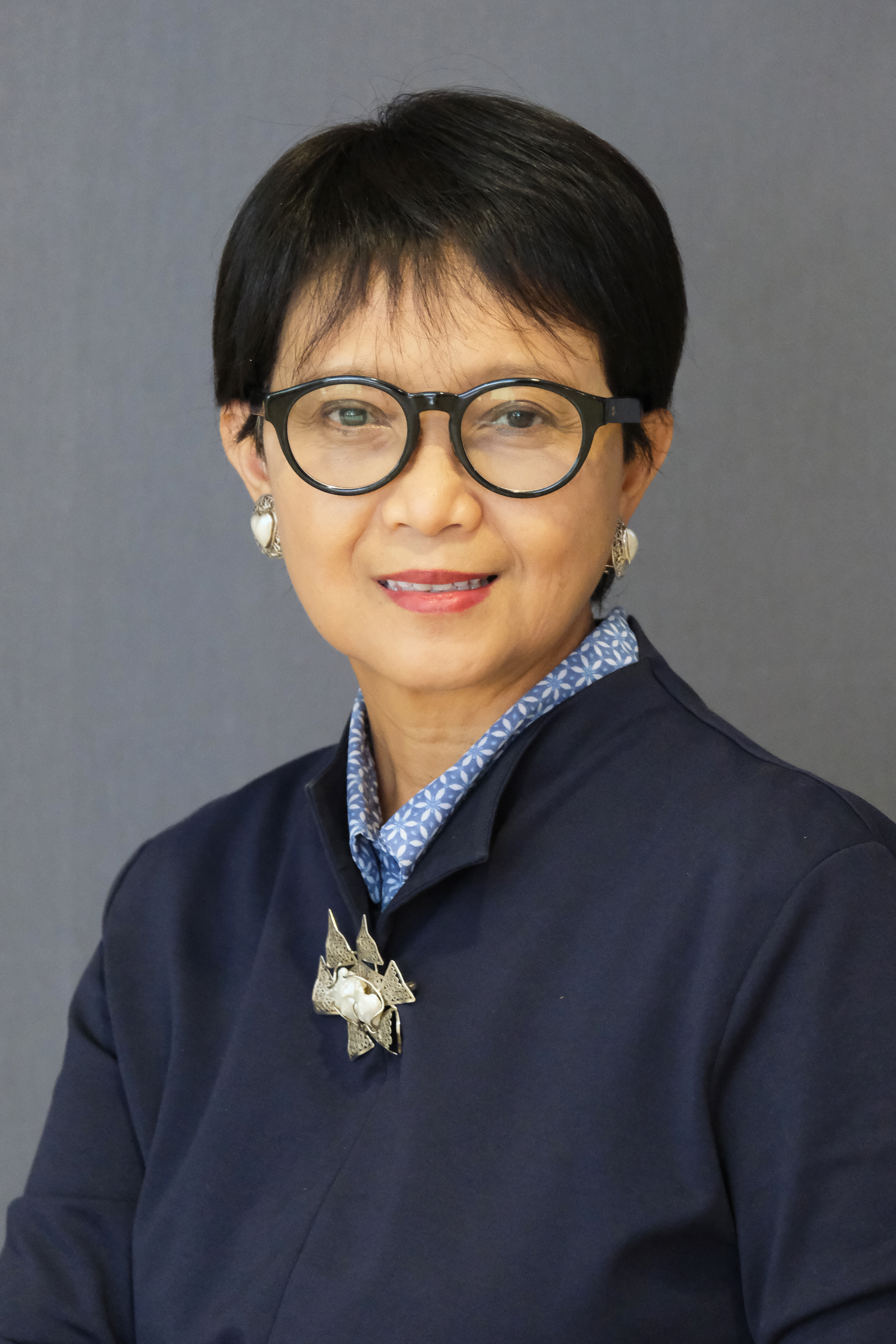
Retno L.P. Marshudi nel 2021

Nel 2021 Marsudi è stata nominata co-presidente – insieme a Karina Gould e Lia Tadesse – del COVAX Advance Market Commitment (AMC) Engagement Group; la società di gestione patrimoniale è uno strumento di finanziamento istituito per sostenere la partecipazione di 92 economie a reddito medio-basso e a basso reddito allo strumento COVAX e garantirne l'accesso ai vaccini contro il COVID-19.

### Birmania
Nel 2023, Marsudi ha diretto per l'ASEAN l'Ufficio dell'inviato speciale dell'Indonesia, di recente istituzione, in Birmania, dove ha spinto per l'attuazione del "Consenso in cinque punti" (5PC) e ha cercato di impegnarsi con "tutte le parti interessate" nella guerra civile in corso nel paese per consentire il dialogo e trovare una soluzione alla crisi. Alla fine del suo mandato, tuttavia, l'impatto fu scarso per porre fine alla violenza in Birmania.

## Vita privata
Marsudi è sposata con Agus Marsudi, un architetto, e ha avuto due figli, Dyota (nato l'8 febbraio 1989) e Bagas Marsudi (nato nel 1993).  Una volta all'anno i due poi scalano insieme il Monte Merapi.
Dyota è sposato con Natalia Rialucky Marsudi e ha avuto un figlio, Manggala Astabrata Marsudi, che era il nipote maggiore di Marsudi.

## Riconoscimenti

### Nazionali
- Indonesia :
  -  Stella di Mahaputera, 2ª classe (11 novembre 2020)[15]

### Stranieri
- Norvegia :
  -  Commendatore con Stella dell'Ordine Reale Norvegese al Merito (15 dicembre 2011)[16][17]
- Paesi Bassi :
  -  Cavaliere di Gran Croce dell'Ordine di Orange-Nassau (12 gennaio 2015)[18][19]
- Perù :
  -  Gran Croce dell'Ordine del Sole del Perù (24 maggio 2018)[20]
- Afghanistan :
  -  Medaglia di Malalai (1 marzo 2020)[21]